# Heimaey

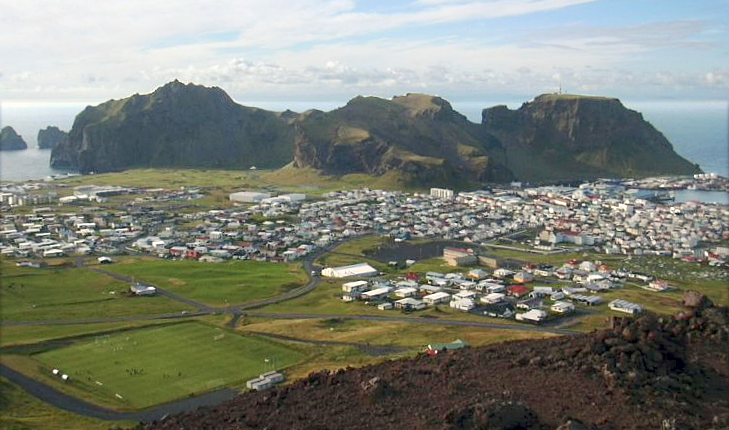
Nhìn từ Helgafell

Heimaey (phát âm tiếng Iceland: [hei ma ˌ ː ei]), nghĩa đen Đảo Nhà, là một hòn đảo Iceland. Đảo có diện tích 13,4 km ² (5,2 dặm Anh vuông), nó là hòn đảo lớn nhất trong quần đảo Vestmannaeyjar, là hòn đảo lớn nhất và đông dân nhất bên ngoài hòn đảo chính Iceland. Heimaey có khoảng cách khoảng 4 hải lý (7,4 km) ngoài khơi bờ biển phía nam của Iceland. Nó là đảo duy nhất có dân sinh sống trong quần đảo Vestmannaeyjar, với dân số khoảng 4.500 người.